# Campionato europeo di arrampicata 2008
Il Campionato europeo di arrampicata 2008 si è tenuto dal 15 al 18 ottobre 2008 a Parigi, Francia.

## Specialità lead

### Uomini
| Pos. | Atleta                   | Paese     |
| ---- | ------------------------ | --------- |
|      | Patxi Usobiaga Lakunza   | Spagna    |
|      | Tomás Mrázek             | Rep. Ceca |
|      | Manuel Romain            | Francia   |
| 4    | Fabien Comina            | Francia   |
| 5    | Ramón Julián Puigblanque | Spagna    |
| 6    | Evgeny Ovchinnikov       | Russia    |
| 6    | Jakob Schubert           | Austria   |
| 8    | Valeriy Kryukov          | Ucraina   |
| 9    | Klemen Becan             | Slovenia  |
| 10   | Thomas Tauporn           | Germania  |

### Donne
| Pos. | Atleta              | Paese    |
| ---- | ------------------- | -------- |
|      | Johanna Ernst       | Austria  |
|      | Maja Vidmar         | Slovenia |
|      | Mina Markovic       | Slovenia |
| 4    | Natalija Gros       | Slovenia |
| 5    | Caroline Ciavaldini | Francia  |
| 6    | Charlotte Durif     | Francia  |
| 7    | Yana Chereshneva    | Russia   |
| 8    | Florence Pinet      | Francia  |
| 9    | Mathilde Brumagne   | Belgio   |
| 10   | Olga Shalagina      | Ucraina  |

## Specialità boulder

### Uomini
| Pos. | Atleta                | Paese    |
| ---- | --------------------- | -------- |
|      | Jérôme Meyer          | Francia  |
|      | Kilian Fischhuber     | Austria  |
|      | Cédric Lachat         | Svizzera |
| 4    | Gérome Pouvreau       | Francia  |
| 5    | Dmitry Sharafutdinov  | Russia   |
| 6    | Rustam Gelmanov       | Russia   |
| 7    | Gabriele Moroni       | Italia   |
| 8    | Bruno Macias Matutano | Spagna   |
| 9    | Mykhaylo Shalagin     | Ucraina  |
| 10   | Christian Core        | Italia   |

### Donne
| Pos. | Atleta             | Paese    |
| ---- | ------------------ | -------- |
|      | Natalija Gros      | Slovenia |
|      | Anna Stöhr         | Austria  |
|      | Hannah Midtboe     | Norvegia |
| 4    | Chloé Graftiaux    | Belgio   |
| 5    | Katja Vidmar       | Slovenia |
| 6    | Sandrine Levet     | Francia  |
| 7    | Katharina Saurwein | Austria  |
| 8    | Anna Gallyamova    | Russia   |
| 9    | Yana Chereshneva   | Russia   |
| 10   | Olga Bibik         | Russia   |

## Specialità speed

### Uomini
| Pos. | Atleta                 | Paese    |
| ---- | ---------------------- | -------- |
|      | Evgenii Vaitcekhovskii | Russia   |
|      | Maksym Osipov          | Ucraina  |
|      | Maksym Styenkovyy      | Ucraina  |
| 4    | Lukasz Swirk           | Polonia  |
| 5    | Sergey Abdrakhmanov    | Russia   |
| 6    | Alexander Kosterin     | Russia   |
| 7    | Alexander Peshekhonov  | Russia   |
| 8    | Sergey Sinitsyn        | Russia   |
| 9    | Jedrzej Komosinski     | Polonia  |
| 10   | Csaba Komondi          | Ungheria |

### Donne
| Pos. | Atleta               | Paese     |
| ---- | -------------------- | --------- |
|      | Edyta Ropek          | Polonia   |
|      | Olga Morozkina       | Russia    |
|      | Anna Stenkovaya      | Russia    |
| 4    | Lucie Hrozova        | Rep. Ceca |
| 5    | Svitlana Tuzhylina   | Ucraina   |
| 6    | Valentina Yurina     | Russia    |
| 7    | Olga Bezhko          | Ucraina   |
| 8    | Dinara Fakhritdinova | Russia    |
| 9    | Kseniia Alekseeva    | Russia    |
| 10   | Yuliya Levochkina    | Russia    |